# スピン温度
スピン温度とは、スピンの集団を記述するときに用いられる概念。

## 概要
静磁場中のスピン集団はいずれ熱平衡状態に達する。このとき核スピンの状態数はボルツマン分布に従う。よって核スピン集団について広義の温度が定義できる。これをスピン温度と呼ぶ。
スピン温度は試料の温度と異なることもある。また負の値もとり得る。
スピン温度は、スピン集団の状態がスピン分極だけによって記述される場合、つまりスピン集団系をあらわす密度行列の対角要素がゼロであるときにだけ定義できる概念である。